# Prosciutto amatriciano
Il prosciutto amatriciano è un prodotto agroalimentare italiano di salumeria tipico della provincia di Rieti, nel Lazio.
Nel 2011 il prodotto ha ottenuto dall'Unione europea il riconoscimento di prodotto a indicazione geografica protetta (IGP).

## Storia
La tradizione della lavorazione della carne suina nella territorio reatino, e in particolare nelle valli del Velino e del Tronto, è nota fin dal Medioevo, quando il prosciutto era utilizzato come merce di scambio. Un documento storico del 1327 attesta infatti che gli abitanti di Capradosso (attuale frazione del comune di Petrella Salto) avrebbero pagato sessanta prosciutti all'anno a chi li avesse aiutati ad appropriarsi dei terreni della vicina signoria dell'abbazia benedettina di San Salvatore Maggiore. Negli Statuti del Cicolano risalenti alla fine del XIV secolo, i prosciutti erano una tassa che i vassalli dovevano pagare periodicamente ai signori feudatari.
Nella statistica del Regno di Napoli compilata nel 1811 da Gioacchino Murat si riferisce di una "industria" di prodotti suini "nel Cicolano, in Amatrice e in qualche altro punto della provincia", specificando che i prosciutti e altri prodotti erano esportati nelle province limitrofe e a Napoli e che "la loro bontà dipende più che altro dalla buona qualità delle carni e dalla purezza dell'aere".
Nell'ambito della cosiddetta inchiesta Jacini del 1877–1885, la Monografia sul Circondario di Cittaducale redatta dal professor Piccinini cita la produzione di prosciutti in ambito familiare.
La notorietà del prosciutto di Amatrice andò affermandosi a partire dall'inizio del XX secolo: Cesare De Berardinis nel 1932 descrisse la lavorazione dei "prelibati prosciutti" da parte delle instancabili donne di Amatrice.
A partire dagli anni 1980 i salumifici locali iniziarono ad utilizzare la denominazione di "prosciutto amatriciano".

## Zona di produzione
La zona di produzione del prosciutto amatriciano IGP comprende 22 comuni della provincia di Rieti: Amatrice, Accumoli, Antrodoco, Borgo Velino, Cantalice, Castel Sant'Angelo, Cittaducale, Cittareale, Configni, Contigliano, Colli sul Velino, Cottanello, Greccio, Labro, Leonessa, Micigliano, Morro Reatino, Petrella Salto, Poggio Bustone, Posta, Rieti e Rivodutri.

## Produzione
Il prosciutto amatriciano IGP è ottenuto dalla carne suina delle razze italiane tradizionali Large White, Landrace e Duroc allevate nella zona di produzione. Gli animali sono macellati tra i 9 e 15 mesi di età.
La coscia viene rifilata con un taglio tradizionale che rimuove il grasso e la cotenna e lascia scoperta un'ampia porzione interna della coscia stessa. Il prodotto è poi sottoposto ad una doppia salatura, che può variare tra i 12 e 20 giorni complessivi. Successivamente i prosciutti sono dissalati e toelettati, quindi lavati con getto d'acqua. Infine, il prosciutto passa alla fase di sugnatura, dove viene applicato sulla parte scoperta uno strato di sugna mischiata con sale, spezie (pepe bianco, nero, aglio) e farina di cereali o crema di riso.
La stagionatura finale è di almeno 12 mesi.